# Свети Димитър (Милия)
Вижте пояснителната страница за други значения на Свети Димитър.
„Свети Димитър“ (на гръцки: Αγίου Δημητρίου) е православна църква в кожанското село Милия (Милотин), Егейска Македония, Гърция, част от Сервийската и Кожанска епархия.
Църквата е построена в 1861 година. Представлява еднокорабен храм със стенописи от 1873 година, дело на самаринския зограф Димитриос Адам.
В 1996 година църквата е обявена за защитен паметник.